# Camptochaete fruticosa
Camptochaete fruticosa là một loài Rêu trong họ Lembophyllaceae. Loài này được Paris mô tả khoa học đầu tiên năm 1900.